# Kepler-35 b
Kepler-35 b ist ein Exoplanet im Doppelsternsystem Kepler-35, das im Sternbild Schwan liegt. Es handelt sich um einen gasförmigen Planeten, etwa so groß wie der Saturn.
Entdeckt wurde der Planet durch das Kepler-Teleskop.

## Quelle
- Zeit Online: Astronomen entdecken zwei Planeten mit Ersatzsonnen, abgerufen am 24. Mai 2017.